# Saloua Tarzi Ben Attia
Saloua Tarzi Ben Attia, née le 4 novembre 1951 à Tunis, est une femme politique tunisienne.

## Biographie
Elle naît dans une famille de la bourgeoisie tunisoise fondée par un officier d'origine turque. Des années 1930 à l'indépendance en 1956, trois membres de la famille suivent des carrières administratives : deux sont caïds-gouverneurs alors que le père de Saloua, Mustapha Kamel Tarzi, théologien et journaliste, est nommé directeur du culte musulman de la République tunisienne par le président Habib Bourguiba en 1967. Son grand-père maternel est un dirigeant et cofondateur du Destour, Mohamed Salah Khatteche.
Diplômée d'une maîtrise en géographie, elle devient professeur de géographie au lycée secondaire en 1973 puis professeur principal en 1987. Elle est élue députée en 1999 et réélue en 2004. Le 2 octobre 2007, elle entre au gouvernement comme secrétaire d'État chargée de l'Enfance et des Personnes âgées, auprès de la ministre des Affaires de la femme, de la famille, de l'enfance et des personnes âgées, poste qu'elle occupe jusqu'à la révolution de 2011.
Membre du Rassemblement constitutionnel démocratique avant sa dissolution, elle assure de 1995 à 2000 les fonctions de secrétaire générale adjointe du comité de coordination du parti à La Marsa, où elle est membre du conseil municipal de 1995 à 1999. Elle assure également la présidence de l'Union nationale de la femme tunisienne de 2010 à 2011.
Elle est mariée et mère de trois enfants.